# Megacara hortulana
Megacara hortulana är en stekelart som först beskrevs av Johann Ludwig Christian Gravenhorst 1829.  Megacara hortulana ingår i släktet Megacara och familjen brokparasitsteklar. Arten är reproducerande i Sverige. Inga underarter finns listade i Catalogue of Life.